# Myrmoborus lugubris
A Myrmoborus lugubris a madarak osztályának verébalakúak (Passeriformes) rendjébe és a hangyászmadárfélék (Thamnophilidae) családjába tartozó faj.

## Rendszerezése
A fajt Jean Cabanis német ornitológus írta le 1847-ben, a Myrmonax nembe Myrmonax lugubris néven.

## Alfaji
- Myrmoborus lugubris berlepschi (Hellmayr, 1910)
- Myrmoborus lugubris femininus (Hellmayr, 1910)
- Myrmoborus lugubris lugubris (Cabanis, 1847)
- Myrmoborus lugubris stictopterus Todd, 1927[2]

## Előfordulása
Dél-Amerika észak részén az Amazonas-medencében, Brazília, Ecuador, Kolumbia és Peru területén honos. 
Természetes élőhelyei a szubtrópusi vagy trópusi síkvidéki esőerdők és mocsári erdők. Állandó, nem vonuló faj.

## Megjelenése
Testhossza 12–13 centiméter, testtömege 20–23 gramm.

## Életmódja
Rovarokkal és pókokkal táplálkozik.

## Természetvédelmi helyzete
Az elterjedési területe még elég nagy, de az erdőirtások miatt csökken, egyedszáma is csökkenő. A Természetvédelmi Világszövetség Vörös listáján sebezhető fajként szerepel.